# Carlos Végh Garzón
Carlos Végh Garzón, (Montevideo, 1902 - 1984) fue un ingeniero, empresario y político uruguayo.

## Carrera
Perteneciente al riverismo, sector conservador dentro del Partido Colorado, ocupó el Ministerio de Hacienda (hoy Economía y Finanzas) en 1967, siendo presidente Óscar Diego Gestido, y un año más tarde fue presidente del Banco de la República Oriental del Uruguay, en calidad de interventor, bajo el mandato de Jorge Pacheco Areco.
Asimismo, entre otras varias actividades, fue presidente de la Cámara de Comercio entre 1962 y 1964, e integró el Consejo de Administración de la OIT.

## Familia
Era hijo de Alejandro Végh y Sofía Garzón. Poseía ascendencia húngara; su abuelo Sándor Végh era un militar húngaro y llegó a Uruguay a mediados del siglo XIX.
Casado con Sofía Villegas Suárez (bisnieta del presidente Joaquín Suárez), fue padre de Alicia, María Teresa, Sofía, Beatriz, Marta y Alejandro Végh Villegas (quien también fue Ministro de Economía).